# Gundersheim
Gundersheim település Németországban, Rajna-vidék-Pfalz tartományban. Lakosainak száma 1548 fő (2023. december 31.).

## Népesség
A település népességének változása:
| Lakosok száma | 1455 | 1612 | 1600 | 1574 | 1552 | 1548 |
|               | 1975 | 2017 | 2019 | 2021 | 2022 | 2023 |